# Musique (álbum)
Musique es el cuarto álbum de estudio de la banda gótica noruega Theatre of Tragedy. Este trabajo marcó el cambio radical y definitivo desde un metal gótico con letras en inglés moderno temprano hacia un estilo más electrónico, usando un inglés moderno.
Fue grabado en los Sound Suite Studios en Marsella, Francia, con elementos de rock industrial y tecno pop.
El título del disco es una transcripción fonética ('mjuːzɪk) de la palabra inglesa “Music” según el Alfabeto Fonético Internacional.
En 1999, la banda consiguió un contrato discográfico con Nuclear Blast con la finalidad de obtener una mayor distribución. El disco fue producido por Erik Ljunggren, teclista miembro de la banda noruega Zeromancer.

## Música
Con Musique se abandonó totalmente la temática gótica y las letras en inglés renacentista, para dirigirse hacia un estilo más electrónico, usando un inglés moderno y más contemporáneo. Las piezas son significativamente más cortas y directas.
El cambio de dirección musical se reflejó también a la ausencia de temas oscuros y sobrenaturales, a cambio de utilizar letras basadas en la vida moderna, incluyendo tecnología ("Machine", "Radio"), vida nocturna ("Image", “The New Man”) y peleas callejeras (“Crash/Concrete”), canción muy al estilo de Rammstein.
"Image" y “Machine” fueron editados como sencillos con sus respcctivos vídeoclips, y son unos de los puntos altos de este trabajo.
En términos generales, gozó de una buena recepción del público y críticas favorables, a pesar de existir sectores más conservadores que no aceptaron un cambio tan radical.
El álbum fue relanzado el 27 de julio de 2009 en una edición limitada de 2000 copias.

## Lista de canciones
Todas las canciones escritas y compuestas por Theatre Of Tragedy.

| N.º | Título                      | Duración |  |
| 1.  | «Machine»                   | 04:14    |  |
| 2.  | «City Of Light»             | 04:19    |  |
| 3.  | «Fragment»                  | 04:00    |  |
| 4.  | «Musique»                   | 03:29    |  |
| 5.  | «Commute»                   | 05:25    |  |
| 6.  | «Radio»                     | 03:39    |  |
| 7.  | «Image»                     | 03:09    |  |
| 8.  | «Crash/Concrete»            | 03:21    |  |
| 9.  | «Retrospect»                | 04:03    |  |
| 10. | «Reverie»                   | 05:26    |  |
| 11. | «Space Age»                 | 04:16    |  |
| 12. | «The New Man» (bonus track) | 03:21    |  |

## Sencillos
Dos piezas de Musique fueron lanzadas como sencillos:
- "Image", fue lanzado como tema promocional del disco en 2000. Este sencillo presntó la versión de álbnm de •Machine” más remezclas Synth pop de "Fragment" (por Element) y "Machine" (por VNV Nation).

- "Machine" fue lanzado como un EP en 2001. Esta producción presenta remezclas de "Fragment" y "Machine, las cuales estaban presentes en “Image”. El EP presenta una versión en francés de este último tema, un remix de "Reverie" y "Radio". El contenido multimedia del disco es el vídeoclip de "Image."

## Relanzamiento de 2009
En julio de 2009, Metal Mind Productions anunció a la prensa que re-lanzaría este disco. Fue digitalmente remasterizado usando un proceso de 24-Bit en un disco de oro e incluye 3 bonus tracks, "Quirk" (Original Version – también conocida como la versión original de "Image,"), "Radio" (Unreleased Mix) y "Reverie" (Unreleased Mix.).
Este álbum se limitó sólo a 2000 copias y fue publicada en Europa el 27 de julio de 2000. Metalmind

## Miembros
- Liv Kristine Espenæs Krull - voces
- Raymond Istvàn Rohonyi- Voces, electrónica, letras
- Vegard T. Thorsen - Guitarra
- Frank Claussen - Guitarra
- Lorentz Aspen - Teclado
- Hein Frode Hansen - Batería

- Datos: Q3279339